# Acropora plantaginea
Acropora plantaginea là một loài san hô trong họ Acroporidae. Loài này được Lamarck mô tả khoa học năm 1816.